# Queen Anne's Revenge (schip, 1710)

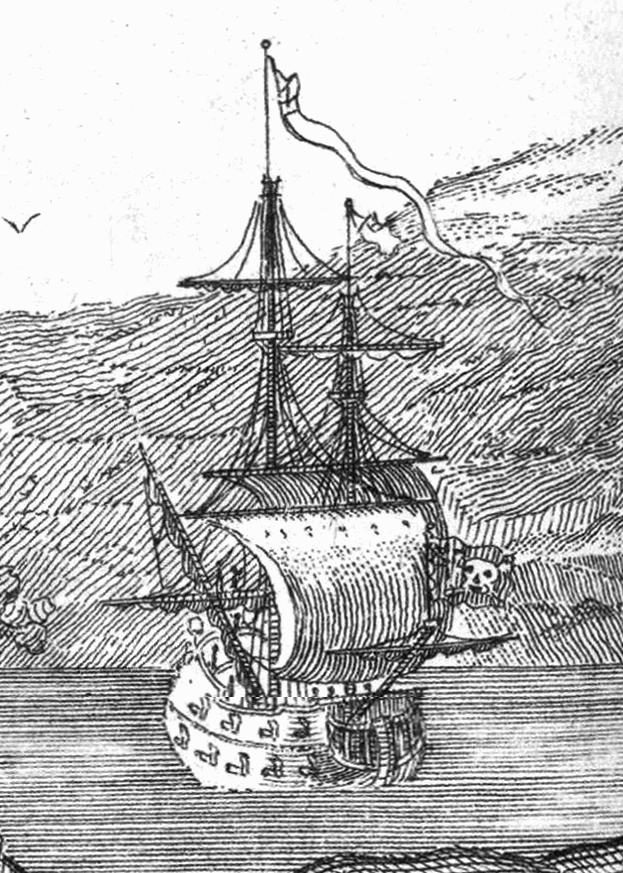
Tekening van het schip

Queen Anne's Revenge was de naam van het vlaggenschip van de Engelse piraat Zwartbaard.

## Geschiedenis
Het fregat werd onder de naam Concord gebouwd in 1710, te Engeland. In 1711 kwam het in handen van de Fransen en werd de naam gewijzigd naar La Concorde. Toen werd het gebruikt als slavenschip. Toen het schip in 1717 in handen kwam van Benjamin Hornigold, gaf hij het aan Zwartbaard.
Zwartbaard maakte van La Concorde zijn schip, voegde kanonnen toe en wijzigde de naam naar Queen Anne's Revenge. De naam zou vermoedelijk afkomstig zijn van de Oorlog van koningin Anna of uit sympathie voor koningin Anna van Groot-Brittannië. Hij had het schip korter dan een jaar in gebruik. In 1718 liet Zwartbaard het schip vastlopen in Beaufort Inlet in Carteret County, North Carolina.
De resten van het wrak werden gevonden in 1996 in North Carolina. Het schip was 31 meter lang, 7 meter breed en bewapend met 40 kanonnen. 

## In de hedendaagse cultuur
- Het computerspel Sid Meier's Pirates! (2004)
- De film Pirates of the Caribbean: On Stranger Tides (2011)[2]
- Het computerspel Assassin's Creed IV: Black Flag (2013)